# Le Moine d'Acier
Pour plus de détails, voir Fiche technique et Distribution.
Le Moine d'Acier (San De huo shang yu Chong Mi Liu) est un film de kung fu hongkongais de Sammo Hung, sorti en 1977.

## Synopsis
Dans la Chine rurale, les envahisseurs mandchous font la loi avec violence. Viols, crimes et provocations sont monnaie courante, cependant, seule l'entreprise de teinture résiste encore et toujours à l'envahisseur. Le héros, Chong Mailog, orphelin, après avoir vu son oncle se faire battre à mort par les méchants mandchous, se décide à intégrer une école de Shaolin. Jeune adulte, il décide que l'heure de la vengeance a sonné, et quitte prématurément son monastère. Le film évolue alors de vengeances en revanches, jusqu'au bain de sang final. Chong Mailog parvient tout de même à s'en sortir.

## Fiche technique
- Titre français : Le Moine d'Acier
- Titre original : San De huo shang yu Chong Mi Liu
- Titre anglais : The Iron-Fisted Monk
- Réalisation : Sammo Hung
- Scénario : Huang Feng, Pro Hung Ching
- Musique : Frankie Chan
- Montage : Peter Cheung
- Photographie : Li Yiu-Tang
- Décors : Chun Chin
- Production : Raymond Chow
- Société de production : Golden Harvest
- Pays d'origine : Hong Kong
- Langue : cantonais
- Format : Couleurs - 2,35:1 - Mono - 35 mm
- Genre : Film de kung-fu
- Durée : 93 minutes
- Date de sortie :

 Hong Kong : 25 août 1977

## Distribution
- Sammo Hung (VF : Christophe Lemoine) : Chong Mailog
- Sing Chen (VF : Bruno Dubernat) : Tak
- James Tien (VF : Pierre François Pistorio) : le maître de Chong Mailog
- Hark-On Fung : un officier séducteur

## Analyse
Sammo Hung, au départ acteur puis chorégraphe, signe avec Le Moine d'Acier son premier film, où il est à la fois acteur, réalisateur, scénariste et chorégraphe.
Ce film reste un des plus connus de « l'âge d'or » du cinéma de Hong Kong. Son influence demeure considérable chez les connaisseurs. En particulier, Quentin Tarantino : dans Kill Bill, la scène où Uma Thurman se bat dans le restaurant japonais ressemble étrangement à la scène de ce film quand Chong Mailog se bat dans un bordel, ou encore lorsque l'un des ennemis n'est pas achevé, simplement abandonné les deux yeux crevés.